# Spector

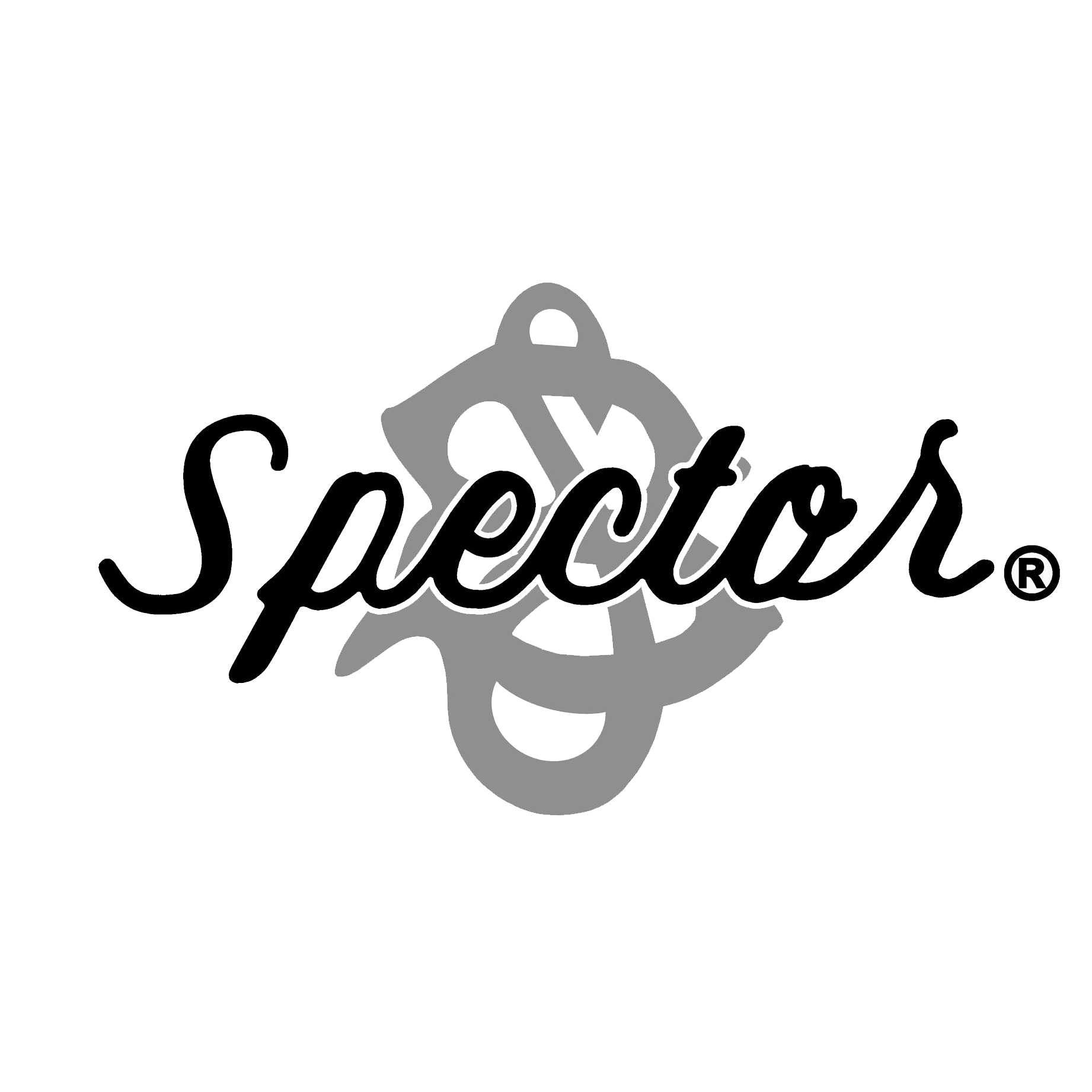
Logo firmy Spector

Spector – amerykańska firma produkująca gitary, pod nazwą Spector Musical Instruments, marka ma siedzibę na Long Island w stanie Nowy Jork.

## Historia
Firma Spector Guitars została założona w Brooklynie w Nowym Jorku w 1976 roku przez Stuarta Spectora i Alana Charneya.
Jej produkty zyskały popularnośc po tym jak sprzedali Stingowi z The Police białą gitarę basową NS-2 na trasę koncertową The Police’s Synchronicity.Gitara ta została potem przekazana do muzeum Rock n’Roll Hall of Fame w Cleveland w stanie Ohio.
Pod koniec 1985 roku marka Spector została sprzedana Kramer Guitars  w Neptune w stanie New Jersey. Nowa firma otworzyła zakłady na innych kontynentach, m.in. w Korei(Legend Series) i Czechosłowacji(Euro Series). Kramer Guitars zbankrutowała w 1990 roku.
W 1998 Stuart Spector odkupił prawa do znaku firmowego i wznowił produkcję w swojej firmie Stuart Spector Designs Ltd. w pobliżu Woodstock w Nowym Jorku.
Amerykańska filia japońskiego przedsiębiorstwa KORG, KORG U.S.A. Inc. wykupiła firmę w 2019 roku.

## Gitary

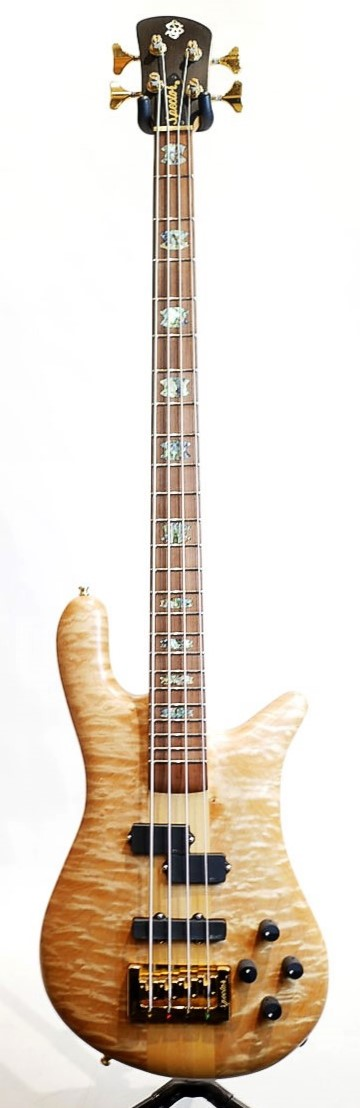
Gitara basowa NS-2 firmy Spector z roku 1979.

Spector produkuje m.in. ciężkie gitary basowe, 4 i 5 strunowe, 24 progowe z przykręcaną szyjką, wykonane z różnych rodzajów drewna. Są popularne wśród muzyków grających hard rocka i heavy metal. Produkują również modele sygnowane nazwiskami artystów: Rex Brown(Pantera), Alejandra Villarreal(The Warning), Alex Webster(Cannibal Corpse), Frank Bello(Anthrax), Skyler Acord(Issues), Ian Hill(Judas Priest).